# Русские песни (альбом группы «Аффинаж»)
«Русские песни» — второй полноформатный альбом российской группы «Аффинаж». Вышел в 2015 году. В записи приняли участие 17 исполнителей, звучат более 20 музыкальных инструментов. Несмотря на то что релиз был разделён на две части («Русские песни. Часть I» и «Русские песни. Часть II»), альбом является единой работой. Именно в «Русских песнях» впервые появилась та русская тематика, впоследствии долгое время ассоциирующаяся с группой.

## История выхода альбома
Работа над альбомом велась около года, но написаны все треки были в разное время, и изначально никакой концепции не существовало. Так, первые репетиции песни «Лес» проходили вместе с репетициями «Герой моих детских грёз» — одной из самых ранних композиций группы, а песня «Перед Пасхой» была написана ещё в 2009 году. Однако в процессе композиции выстроились в единую историю.
По сравнению с основным инструментальным составом группы, в альбоме задействовано большое количество музыкальных инструментов. В частности, кроме баяна, тромбона, гитары и баса звучат гармонь, блокфлейта, балалайка, джембе, дарбука, кахон, бонго, орган, колокол, фагот, пила, скрипка, альт, виолончель и туба.
Музыку для органа из «Увертюры» писал баянист коллектива Александр Корюковец. Почти все музыканты также были приглашены им, он создавал партии, аранжировки.
Название для альбома появилось в самом конце записи, когда уже были готовы обложки и у музыкантов сформировалось ощущение, что материал этнически обусловлен. Участники группы перебирали разные словосочетания и «Русские песни», как утверждают, пришло случайно.
Символом релиза стал Волчок — стилизованное изображение волка, размещённое на обложке первой части.
Ночью 12 апреля 2015 года группа опубликовала трек «Увертюра (Версия II)». В основное издание вошла «Увертюра (Версия I)», исполненная на органе. Сам альбом был разделен на две части — по 7 композиций в каждой. Первая часть увидела свет 16 апреля 2015 года, вторая — 30 апреля. Релиз состоялся на iTunes, Google Play, Яндекс.Музыке.
На физических носителях «Русские песни» вышли в двух вариантах: стандартном и коллекционном. Стандартное издание альбома состояло из конверта с CD-диском с 14 треками. Коллекционное издание включало в себя конверт и диск с альтернативным оформлением, который помимо основного альбома содержал два дополнительных трека, а внутри конверта располагался буклет с текстами песен и фотографиями, а также медальон с изображением символа «Русских песен» — Волчка. Первые диски 13 мая 2015 года распространял «таинственный незнакомец» возле церкви Святой Екатерины, в которой записывалась органная увертюра.
Первый концерт «Аффинаж», посвящённый выходу «Русских песен», состоялся 15 мая 2015 года в Петербурге в театре «ЦехЪ». Презентация альбома содержала элементы театрального представления. В концерте, помимо группы, приняли участие музыканты Максим Котиков («ЛИМБО») и Вадим Куликов, актёры театра-студии «Возвращение» Ольга Иванова и Фёдор Тарасенко, мужской фольклорный ансамбль (Евгений Багринцев, Ярослав Парадовский, Сергей Булкин, Кирилл Крылов) и Юрий Орлов, который озвучил интро — «Первое слово».
23 мая альбом представили в Вологде в центре культуры «Красный угол».
5 июня 2015 года состоялась радиопрезентация альбома — в программе «Живые» на «Своём Радио».
7 июня релиз презентовали в московском клубе Artefaq.
Летом-осенью 2015 года группа отправилась в мини-турне. 28 августа выступила в Санкт-Петербурге, 5 сентября — в Москве, а 12 сентября — впервые в Минске.
На песню «Прыгаю-стою» в 2015 году был снят live-клип.
11 ноября 2017 года состоялся первый в истории группы концерт со струнным квартетом, где были исполнены композиции «Волчком», «Жизнь моя» и «Прыгаю-стою» с альбома «Русские песни».

## Реакция
Обозреватель Colta.ru Сергей Мезенов отметил серьезность альбома и смелость «Аффинажа» в решении без всякой иронии назвать его «Русские песни», а потом начать увертюрой под орган. По его мнению, в композициях «Прыгаю-стою» и «Музыкант» коллективу удалось совместить «музыкальный нерв с нервом текстовым и вокальным» и раскрыться как группа, способная соответствовать заявке стать новым «ДДТ».
Артемий Троицкий включил песни «Весело» и «Лес» в трек-лист своей программы «Песни и Пляски» на Imagine Radio.
Семён Чайка отзывался об альбоме с восторгом, охарактеризовал его как «роскошный и очень плотный».
Александр Гончаров в рецензии для издания «Дистопия» называет «Русские песни» долгим и содержательным литературным сборником, отмечает большую поэтичную составляющую релиза, краткость, но невероятную содержательность текстов, корни которых, переплетаясь с произведениями Гомера, Гоголя, Лавкрафта, сказками Афанасьева, уходят к чистому русскому фольклору.

Писатель, психолог-психоаналитик Иваннесса Литошня совместно с психоаналитиком Марком Вантейкой в статье «Русская песня как панихида», рассматривая феномен «Русских песен» с опорой на подходы прикладного психоанализа, отмечает, что в альбоме, как и в его продолжении — «Русские песни. Послесловие» — можно услышать «повествующую историю, идущую из глубин бессознательного русского человека»:
Об этом говорят типично русские сцены и сказочные мотивы, отсылающих нас в глубокое детство, погружая в сцены инфантильных переживаний, в глубинный смысл русских слов, поговорок. Эти слова не услышишь от других исполнителей, пытающихся захватывать аудиторию более простыми и ритмично-примитивными современными «произведениями искусства».
На анализе текста музыкальных произведений группы Литошня и Вантейко выстраивают несколько интерпретаций, которые позволяют «более точно понять русскую душу, а точнее — глубинные содержания бессознательного русского человека».

## Список композиций
Все тексты написаны Михаилом Калининым.
| №                   | Название                      | Длительность |
| ------------------- | ----------------------------- | ------------ |
| 1.                  | «Увертюра»                    | 3:23         |
| 2.                  | «Весело»                      | 3:16         |
| 3.                  | «Брать или нет»               | 4:57         |
| 4.                  | «Волчком»                     | 3:36         |
| 5.                  | «Лес»                         | 4:42         |
| 6.                  | «Еду»                         | 3:47         |
| 7.                  | «Музыкант» (feat. Shortparis) | 2:31         |
| 8.                  | «Прыгаю-стою»                 | 4:03         |
| 9.                  | «Кошечки»                     | 3:35         |
| 10.                 | «Расти»                       | 3:05         |
| 11.                 | «Серьги»                      | 3:27         |
| 12.                 | «Перед Пасхой»                | 2:49         |
| 13.                 | «Балканы»                     | 2:38         |
| 14.                 | «Жизнь моя»                   | 2:23         |
| Общая длительность: | Общая длительность:           | 48:11        |

## Участники записи
- Александр Корюковец — баян, гармонь, оркестровки, перкуссии, ударные, блокфлейта, бэк-вокал
- Саша Ом — тромбон, бэк-вокал
- Сергей Сергеич — бас, бэк-вокал
- Эм Калинин — слова, голос, гитара, укулеле
- Максим Котиков («Лимбо») — хоры, гитара, балалайка, перкуссии, ударные, свист
- Андрей Аруев («Лимбо») — джембе, дарбука, кахон, бонги
- Николай Комягин («Shortparis») — вокализ («Музыкант»)
- Виктория Коваль, Ирина Горохова — орган, колокол (Церковь Св. Екатерины)
- Константин Яковлев — фагот
- Сергей Миронов — пила
- Алдин Башович (Сербия) — скрипка
- Вадим Куликов — балалайка
- Тимофей Чернобылов — альт
- Анна Овчинникова — виолончель
- Азат Килов — туба
- Юрий Орлов — голос («Первое Слово»)

Сведением и мастерингом альбома занимался Владимир Ляшенко, записью голосов — Андрей Авдонин, Саша Джемующий, записью органа — Владимир Нозырев, Петербургская студия грамзаписи, записью ударных, перкуссии, хоров, гитары, балалайки — Максим Котиков.